# Districte de Seoni
El districte de Seoni és una divisió administrativa de la divisió de Jabalpur a Madhya Pradesh amb capital a Seoni. La superfície és de 8.758 km² i la població d'1.166.608 habitants (cens del 2001).

## Administració
Està format per quatre subdivisions fiscals:
- Seoni
- Lakhnadon
- Keolari
- Ghansore

I sis tehsils:
- Lakhnadon
- Ghansor o Ghansore
- Keolari
- Seoni
- Barghat
- Kurai

El nombre de blocs de desenvolupament és de 8.

## Història
De les inscripcions en taules e coure trobades a Seoni, combinades amb les d'Ajanta, se sap que una nissaga, la dinastia Vakataka va governar l'altiplà de Satpura des del segle iii. El fundador mític fou Vindhyasakti, però poca cosa se'n sap excepte els noms dels prínceps. vers el 330 es van dividir en la branca de Pravarapura-Nandivardhana i la de Vatsagulma.
- Vindhyasakti (250-270)
- Pravarasena I (270- 330)

Pravarapura-Nandivardhana
- Rudrasena I (330 - 355)
- Prithvisena I (355 - 380)
- Rudrasena II (380- 385)
- Divakarasena (385- 400)
- Prabhavatigupta (fem.), Regent (385- 405)
- Damodarasena (Pravarasena II) (400- 440)
- Narendrasena (440- 460)
- Prithvishena II (460- 480)

Vatsagulma
- Sarvasena (330 - 355)
- Vindhyasena (Vindhyashakti II) (355 - 400)
- Pravarasena II (400 - 415)
- Desconegut (415 - 450)
- Devasena (450 - 475)
- Harishena (475- 500)

Van fer aliances amb altres nissagues i van deixar restes arquitectònics a Deogarh i Lakhnadon. Després d'aquesta dinastia la història és desconeguda fins al segle xvi quan Seoni va caure en poder de la dinastia gond de Garha-Mandla. Ghansor, 
Chauri i Dongartal foren els principals forts, dels 52 que formaven part dels dominis de Raja Sangram Sah el 1530, i el seu territori fou bàsicament el modern districte. Al final del segle xvii el raja de Mandla va haver de demanar ajut a Bakht Buland, raja de Deogarh, per fer front a la revolta de dos aventurers paixtus, i a canvi d'aquest ajut li va cedir els territoris que formen modernament el districte. Bakht Buland va prendre possessió i un dia, durant una cacera prop de Seoni, fou atacat per un os ferit i fou salvat per un aventurer paixtu de nom Taj Khan, que va matar a l'os; Bakht Buland va quedar tan agraït al seu salvador que el va nomenar governador de la taluka de Dongartal, que estava quasi desorganitzada.
Al segle xviii Seoni, amb la resta del regne de Deogarh va ser conquerit per Raghuji I Bhonsle; en aquell moment Muhammad Khan, el fill de Taj Khan, dominava Dongartal, i va conservar la fortalesa tres anys en nom del seu senyor; Raghuji, admirat de la seva fidelitat, el va nomenar governador de Seoni-Chhapara amb títol de diwan (governant) i el districte va restar en mans dels seus descendents fins poc abans de passar als britànics i encara van restar com a zamindars. Als primera anys del segle xviii Chhapara, una ciutat prospera amb 2000 guerrers paixtus (avui Seoni-Chhapara), fou saquejada pels pindaris en absència de la guarnició, i posteriorment arruïnada. Un lapida marca prop del pont del Waiganga, el lloc d'uns suposada fosa comuna on haurien estat enterrades 40.000 persones, però una altra versió diu que havien mort abans en una batalla entre els governants de Seoni i de Mandla. El 1818 després de la tercera Guerra Maratha, Seoni va passar als britànics i fou erigida en districte.
El districte tenia més de 8000 km² i estava situat a les muntanyes Satpura sobre la vall del Narmada al nord i la plana de Nagpur al sud. Els altiplans de Seoni i Lakhnadon tenen una altura de 600 metres però el cim de Manori a l'oest arriba a 852 metres i el de Kariapahar prop de Seoni a 737 metres. Les valls del Sagar i del Hirri inclouen les comarques de Ghansor i Parghat. Una segona línia de muntanyes separa la plana de Ghansor de la vall del Wainganga, riu al que s'uneix el Thanwar.
El 1857 es va revoltar un terratinent lodhi del nord que es va unir als rebels de Jabalpur i Narsinghpur, però en general el districte va romandre tranquil. Els rebels van fer algunes incursions des de Sukri i van saquejar alguns pobles però van ser dispersats abans de finals de 1857. El representant de la família dels diwans va donar actiu suport als britànics. El 1873 la regió de Katangi (que era un tehsil) fou transferida al districte de Balaghat, i 51 pobles sota les muntanyes al districte de Nagpur però en canvi va rebre 122 pobles incloent la taluka d'Adegaon del districte de Chhindwara i 8 pobles del districte de Mandla. La superfície el 1901 era de 8.303 km².
La població era:
- 1881: 335.997
- 1891: 370.767
- 1901: 327.709

Administrativament estava format només per dos tahsils:
- Seoni
- Lakhnadon

El 55% de la població eren hindús, el 40% animistes i el 4% musulmans. El zamindari principal era el de la família Diwan format per la taluka de Gondi, an renda de lloguer; altres zamindaris destacats eren els de Sarekha i Dhuma en mans de terratinents gonds. la meitat de la població parlava bundeli, dialecte de l'hindi; onze mil persones parlaven urdú, i vint mil marathi; els ponwars parlaven un dialecte proper al rajasthani; 102.000 parlaven gond (3/4 de tots els gonds que eren uns 130.000). Per castes les principals eren ahirs, malls, mehres, lodhis, kurmis, bànies, bagri rajputs i ponwars.
El tahsil de Seoni tenia una superfície de 4.268 km² i una població de 192.364 habitants el 1901 (219.284 el 1891) amb capital a Seoni (11.864 habitants el 1901) i amb altres 677 pobles.
Les Províncies Centrals van esdevenir Madhya Bharat el 1947 i el 1956 es va unir a Bhopal per formar Madhya Pradesh. dins del qual Seoni va restar com a districte.

## Arqueologia
- Temples jains a Ghansor
- Temples a Ashta, a 45 km de Seoni
- Temples a Lakhnadon
- Escultures de Bisapur prop de Kurai (just al sud de Seoni) i temple consrtruit per Sena Rani, vídua del gond Raja Bhopat
- Fort i palau en ruïnes a Amodagarh a la riba del Hurri
- Forts gonds a les muntanyes Satpura, destacant Umargarh, Bhainsagarh, Partabgarh i Kohwagarh.